# Artabotrys jollyanus
Artabotrys jollyanus là loài thực vật có hoa thuộc họ Na. Loài này được Pierre mô tả khoa học đầu tiên năm 1901.